# 板橋区立成増小学校
板橋区立成増小学校（いたばしくりつ なりますしょうがっこう）は、東京都板橋区成増にある公立小学校。

## 概要
1950年に設立された小松健校長の学校である。
令和6年度から教科担任制となった。

## 沿革
- 1950年（昭和25年）10月1日 - 赤塚小学校から分離開校
- 1953年（昭和28年）5月5日 - 校歌制定（作詞：和田隆夫、作曲：古関裕而）[1]
- 1966年（昭和41年）2月10日 - 体育館落成
- 1979年（昭和54年）3月10日 - 現校舎建築工事完了
- 2009年（平成21年）2月28日 - 体育館耐震補強工事完了
- 2017年（平成29年）3月19日 - 校舎増築工事完了

## 教育目標
- 自ら見つけはたらきかけ 心豊かでたくましく 未来を拓く人となれ
- 子どもたちが現在・未来において幸福な人生の創り手となるために

## 学校行事
| - 4月 入学式、始業式 - 5月 日光移動教室、全校遠足 - 6月 社会科見学 | - 7月 こころの劇場、日生劇場、成小まつり、終業式 - 8月 - 9月 始業式、榛名移動教室、科学館移動教室 | - 10月 運動会 - 11月 農業祭り - 12月 音楽発表会、終業式 | - 1月 始業式 - 2月 6年生を送る会 - 3月 修了式、卒業式 |

## 通学区域
- 赤塚新町三丁目17番から28番まで・30番、成増一丁目、成増二丁目[2]

## 進学先中学校
- 板橋区立赤塚第二中学校[3]

## 学区 / 校区内の主な施設
- まなぽーと成増
- 成増産院（成和会）
- 高島平署 赤塚交番
- 板橋成増郵便局
- 東武東上線成増駅
- 東京メトロ地下鉄成増駅

## 交通
- 東武東上線成増駅から徒歩約5分
- 東京メトロ地下鉄成増駅から徒歩約3分

## 著名な出身者
- エスパー伊東（タレント）[4]
- 石橋貴明（とんねるず）
- 奥田太郎（倫理学者、南山大学社会倫理研究所所長）
- 宮沢優樹（ルフィ事件金庫番）